# Titán (Saint Seiya)
Los Titanes (ティターン神族 Titān Shinzoku?) son personajes del manga Saint Seiya Episodio G. Siete años antes del Torneo Galáctico, los Santos de Oro se enfrentan con los Titanes, quienes buscan el Megas Drepanon, con el pueden despertar a su señor Cronos. Aioria, Santo de Oro de Leo, secundado por los otros Santos de Oro, le harán frente a los Titanes.

## Miembros

### Ceo del Relámpago Negro
Ceo del Relámpago Negro (黒雷のコイオス Kokurai no Koiosu?) es el tercer titán en despertar, es enviado a matar a Shaka de Virgo, quien intenta sellar a los monstruos mitológicos, para ello debe luchar contra Aioria de Leo quien protege al santo de Virgo. El titán lleva una ventaja impresionante y el santo de oro es apaleado. Aunque en el último momento el santo de oro utiliza una técnica que parece ser invencible, aun con todas sus herida el guerrero convoca a su cosmo y se dispone a matarlo. Aunque Aioria intenta usar su técnica suprema, el caudal de poder es demasiado y no puede controlarla. Es por ello que se deja atacar hasta llegar casi al punto de la muerte con tal de usarla. En ese momento crítico aparece el espíritu de Aioros para apoyar a su hermano y el león ataca con su ataque definitivo, Ceo habría muerto de no ser por la intervención de Hiperión que se lleva a su amigo. De vuelta en el Laberinto de Cronos, Hiperión y le da parte de su Icor para que se regenere.
Luego de que Crío ha sido vencido en el Laberinto, Ceo le pide su planeta a su esposa Febe y lo une con el suyo. El Titán se muestra claramente superior, incluso inutilizando la técnica que le había vencido anteriormente. Aioria continua levantándose y elevando su cosmos destruye el Raisei Jiden y absorbe los fotones en su brazo, y hace un Lightning Bolt que atraviesa a Ceo. Al estar cerca de la muerte Ceo recupera la memoria, y le explica a Aioria que él fue el que creó el poder capaz de destruir a los Titanes, el Keraunos (雷（ケラウノス）?  lit. «relámpago» del griego κεραυνός), y decidió sellarlo, pero su memoria fue robada y entregada a Zeus, antes de morir decide darle su poder a Aioria antes de que sea absorbido por la Madre Tierra.
Su sóma es un Rapier (刺突剣（レイピア） Reipia?, Estoque). Su planeta toma la apariencia esfera oscura con rayos también oscuros alrededor. Sus técnicas son: 
- Ebony Illumination (漆黒光源（エボニー・イルミネイション） Ebonī Irumineishon?, del inglés lit. «iluminación oscura»): con esta técnica Ceo crean unas ondas de oscuridad que atacan distintos puntos.[1]
- Sparkle Rapier (閃光刺突（スパークル・レイピア） Supākuru Reipia?, del inglés lit. «estocada centelleante»): es una gran cantidad de ataques pequeños que golpean al adversario en un punto.[1]
- Kurokaminari Tsukan (黒雷突貫?  lit. «ataque de relámpagos negros»): un golpe rápido cargado de relámpagos negros.[2]
- Ebony Gale (漆黒疾風（エボニー・ゲイル） Ebonī Geiru?, del inglés lit. «vendaval oscuro»): es un corte con la pieza del antebrazo de la armadura.[2]
- Ebony Rapier (漆黒刺突（エボニー・レイピア） Ebonī Repia?, del inglés lit. «estoque oscuro»): un golpe cargado de energía oscura que atraviesa al contrincante y lo paraliza.[4]
- Raisei Jiden (雷星自転 lit. «rotación de la estrella de relámpago»?): una técnica defensiva que consiste en crear una esfera giratoria de energía que absorbe los ataques. Con ella logra detener el Photon Burst de Aioria.[4]
- Ebony Plasma (黒雷放電（エボニー・プラズマ） Ebonī Purasuma?, del inglés lit. «plasma oscuro»): Ceo controla y devuelve el Lightning Plasma de Aioria cambiándolo a relámpagos negros.[4]

### Crío de los Astros
Crío de Los Astros (星漢のクレイオス Seikan no Kureiosu?) ataca a Shura en Grevená, Grecia, luego de que este vence a Spathe de Phaeos.  El Dios lleva una gran ventaja sobre el Santo hasta que llega Aioria e interviene, pero el Santo Capricornio decide terminar su pelea y ejecuta una Excalibur capaz de quebrar la espada del Titán. El Dios reconoce el valor de los Santos y se marcha dejando su rastro para que le siga. Más tarde Océano recupera la parte quebrada de su espada y se la entrega.
Luego de la pelea de Jápeto y Aioria, Crío se despide de su amada Euribia y se dirige a la batalla, donde Shura decide pelear solo contra él. Al final de la pelea el santo de Capricornio logra elevar su cosmos y es capaz de moverse a la velocidad de la luz, atravesando el cuerpo de Crío con su Excalibur. El titán, sorprendido, pretende contratacar al santo dorado con su espada, pero Shura realiza una Double Excalibur que parte en dos al dios. Con sus últimos momentos de vida, Crio encomienda y lega su espada divina al santo dorado, mientras que en otro lugar, Euribia siente la muerte de su amado.
El sóma de Crío es una espada curva y su planeta aparece como una media esfera que utiliza como Aster Shield (星護盾（アステルシールド） Asuteru Shīrudo?, Escudo de estrellas), esta se puede mover por voluntad propia para proteger al dios. Sus técnicas son:
- Aster Blade (星断剣（アステル・ブレイド） Asuteru Bureido?, lit. «espada de estrellas» del griego αστερ y el inglés blade): es un corte con la espada de su sóma, puede cortar a través de las cloths de oro y cortar el cosmos.[3]
- Aster Choreia (星断円斬（アステル・コレイア） Asuteru Koreia?, lit. «danza circular de estrellas» del griego αστερ χορεία): un corte en forma de remolino con su sóma que absorber la sangre, memoria y cosmos del enemigo.[3]
- Aster Kyclos (星断光輪（アステル・キュクロス） Asuteru Kyukurosu?, lit. «círculo de estrellas»): es una ataque con forma de aro que utiliza la energía absorbida por el Aster Choreia.[3]
- Orichalcum Blade (神鋼刃（オリハルコン ブレイド） Oriharukon Bureido?, lit. «espada de Oricalco»): usando el oricalco como filos de espadas Crío ataca al contrincante.[6]
- Shield Bash (打（シールドバッシュ） Shīrudo Basshu?, del inglés lit. «golpe de escudo»): un golpe con el escudo que paraliza momentáneamente al contrincante.[6]
- Sōshinken (蒼神剣?  lit. «espada de dios azul»): Crío clava su espada en sí mismo, creando un filo con su sangre azul, es la espada más poderosa de Crío.[6]

### Cronos
Cronos (クロノス Kuronosu?) es el más joven de los doce Titanes y fue quien venció a su padre Uranus. En la era de la mitología Cronos fue derrocado por su hijo Zeus. Tras encerrar el alma de Cronos en el Tártaro, selló su arma más temida a los pies de la estatua de Atenea. La llegada de los Titanes es para liberar el alma sellada de Cronos. Inicialmente Cronos aparece como una figura gigantesca con seis brazos, pero después de ser liberado tiene la apariencia de un niño.
Aparece por primera vez cuando le entrega la daga a Saga de Géminis para que asesine a Atenea, a partir de ahí se ve varias veces, él o Pontos, conversando con el patriarca, aparece como un ser egocéntrico y arrogante que no reconoce otro dios más que sí mismo. Cuando Jápeto se está enfrentando a Mu de Aries, Cronos lo detiene y le ordena volver. Más tarde aparece en el Santuario para recuperar su arma y destruir la estatua de Atenea, pero es detenido por Saga. Saga logra dañar a Cronos con la daga que el mismo le entregó seis años atrás, pero el lado maligno de Saga lo detiene. Lucha con Aioria de Leo, logrando recuperar su arma y su verdadero cuerpo, pero aparece como un niño sin memoria. Las 6 Titánides detienen a Aioria antes de que derrote a Cronos y lo llevan al Laberinto.
Más tarde en el Laberinto se encuentra con Líthos, que había sido secuestrada, y la acompaña cuando ella intenta escapar.
Su sóma es llamada Megas Drepanon (大鎌（メガスドレパノン） Megasu Dorepanon?, lit. «gran hoz» del griego μέγας δρέπανον) y tiene la forma de una guadaña. Sus técnicas son:
- Teleos Oracle (絶対神託（テレオス・オラクル） Tereosu Orakuru?, lit. «oráculo absoluto» del griego τέλεος y el inglés oracle): un ataque que golpea directamente la mente del oponente e invita a la víctima a convertirse en sirviente de Cronos. Si el blanco resiste, entonces una maldición será lanzada sobre ella y el oponente será destruido. Actúa envenenando la existencia de la víctima, lanzándola a un destino desgraciado de traiciones y la decadencia, terminando asesinado por las manos de alguien que era su amigo.[11]
- Phainómenon Arkhein (現象支配（パイノメノン・アルケイン） Painomenon Arukein?, lit. «gobierno de fenómenos» del griego φαινόμενoν αρχειν): es la habilidad de controlar la naturaleza: Cronos llama a los diques de lo profundo de la tierra y los convierte en llamas que absorben cosmos, llama al viento y lo convierte en cuchillas y en la lluvia llamada Khaos Hyetos (渾沌豪雨（カオス・ヒュエトス） Kaosu Hyuetosu?, lit. «lluvia de caos» del griego Χάος ύετος) la cambia a largas agujas oscuras las cuales penetran el cuerpo y el cloth del enemigo causando innumerables daños.[11]

### Febe
Febe (ポイベ Poebe?) es una de las seis titánidas que despertaron junto a Océano y Crío, y más tarde aparece protegiendo a Cronos cuando despierta.

### Hiperión de Oscuridad
Hiperión de Oscuridad (漆黒のヒュペリオン Shikkoku no Hyuperion?) es el primer Titán que aparece, entra al santuario en busca de la Megas Drepanon y no tiene piedad por los humanos y se preparaba para matar a un niño, cuando llega Aioria. Ambos se enfrentan pero el poder de Hiperión demuestra una clara superioridad sobre el Santo de Oro. Sin embargo, Aioria no desiste en proteger el Santuario y resiste al Ebony Vortex. Enseguida se arroja sobre él, lanzando el Lightning Plasma en su vientre abriéndole una fisura en su Sóma. Aioria se parte un brazo al igual que la armadura. Cuando el Titán le lanza su ataque de nuevo, Aioria logra evitar el Ebony Vortex y lo ataca una vez más. En esta ocasión es capaz de dañar el Titán pero Hiperión decide retirarse hasta la próxima confrontación.
Hiperión regresa al palacio de los Titanes, donde presencia junto a Jápeto los ataques de los gigantes enviados por Pontos, mientras preparan la resurrección de los demás Titanes. Hiperión, dudando de las intenciones de Pontos, le pregunta por qué los está ayudando y confiesa dudar un poco de él. Como respuesta Ceo, uno de los Titanes más cercanos a Hiperión, es revivido. Cuando Ceo es vencido por Aioria en la India, Hiperión llega para salvarlo y le da parte de su Icor para que se regenere.
Cuando Aioria entra al Laberinto de Cronos, Hiperión es quien lo recibe y lo ataca con la espada Gurthang, pero lo deja pasar. Después del sacrificio de Ceo, Hiperión descubre que Mnemósine tiene sellados los recuerdos de los Titanes y la enfrenta para que los libere. Ella libera las memorias de Hiperión y Pontos llega para recordarle que después de la Titanomaquía, él se convirtió en Apofis y fue destruido por Aioros de Sagitario diez años atrás pero regenerado por Pontos. Pontos lo invita a unirse a sus planes pero Hiperión se niega y decide continuar defendiendo a Cronos, por lo que ataca a los santos de oro.
Su sóma es una Taiken (大剣?  lit. «gran espada»). Su planeta se convierte en un sol oscuro. Hiperión tiene la habilidad de controlar el viento y la presión de aire, además puede convocar la espada Gurthang. Sus técnicas son: 
- Ebony Vortex (漆黒旋風（エボニー・ボルテックス） Ebonī Borutekkusu?, del inglés lit. «vórtice oscuro»): es el ataque que usa controlando el viento, Hiperión engulle a su enemigo en un vórtice hecho por un viento oscuro, creando un campo de severos cambios de presión que hacen herir la sangre, mientras la fuerza del viento desgarra el cuerpo en pedazos. El vórtice nunca cesa hasta que el cuerpo en el interior es completamente despedazado. Aioria descubrió que el Ebony Vortex puede ser destruido desde adentro si recibe muchos golpes fuertes en el mismo tiempo en diversos puntos.[7]
- Gurthang Vortex (死剣旋風（グアサング・ボルテクス） Guasangu Borutekkusu?, lit. «vórtice de Gurthang»): el viento comienza a moverse alrededor de Gurthang en círculos, Hiperión entonces apunta la espada hacia el enemigo y una alta presión se crea en el extremo de la espada. La materia alrededor gira y se destruye en un giro violento de presión.[12]
- Helios Vortex (太陽旋風（ヘリオスボルテクス） Heriosy Borutekkusu?, lit. «vórtice del sol» del griego ήλιος y del inglés vortex)
- Helios Prominence (太陽紅炎（ヘリオスプロミネンス） del inglés lit. «prominencia del sol»?)
- Prominence Blade (紅炎大剣（プロミネンスブレイド） Purominens Bureido?, lit. «espada de prominencia»)
- Ouroboros Prominence (無限紅炎（ウロボロスプロミネンス） Uroborosu Purominensu?, lit. «prominencia del Uróboros»)

### Jápeto de Dimensión
Jápeto de Dimensión (次元のイアペトス Jigen no Iapetosu?) es el segundo Titán en despertar, aparece en Jamir para matar Aioria, Mu y Aldebarán que se encontraban allí para reparar la armadura de Leo. Mu decidió pelear solo contra él, en un principio, el santo de oro parece tomar ventaja contra el Titán que invoca a un Hecatónquiro para pelear por él. Junto al Hecatónquiro, logra derribar el Muro de Cristal y atacar a Mu en diversas ocasiones. Cuando se preparaba para ejecutar su más terrible ataque, Cronos se interpuso y le ordenó volver interrumpiendo el combate.
Luego de la pelea entre Océano y Camus, Jápeto secuestra a Líthos para que Aioria entre al Laberinto de los Titanes. Dentro del Laberinto, luego del encuentro con Pontos, Jápeto trasporta a Aioria al lado oscuro del universo. Ahí se enfrenta junto a su esposa contra Aioira y Shaka, quien llegó a ayudar a Leo. Ambos Titanes tiene un gran odio a los humanos y a Zeus por culparlos de las desgracias acontecidas a su hijo Prometeo. Cuando Jápeto está a punto de perder Temis se sacrifica y su esposo se convierte en un demonio, pero aun así es vencido por Aioira. Jápeto recuerda el dolor, la tristeza y la muerte aunque no acepta que Aioria lo haya salvado. El titán lo cura con su sangre divina y les dice que se marchen ya que todo el lugar se desmoronará.
El planeta de Jápeto y su esposa Temis toman la apariencia de esfera con dos anillos perpendiculares de rocas, la utilizan para las técnicas Melas Planetes y Khaos Prosbole. Sus técnicas son:
- Khora Temnein (空間切断（コーラー・テムネイン） Kōrā Teminein?, lit. «corte del espacio» del griego χώρα τεμνειν): gracias al arma que tiene en sus antebrazos puede fundir el aire en dos para abrir un pasaje entre diferentes dimensiones y utilizar así en su favor elementos diversos como meteoritos o criaturas.[10]
- Hekaton Kheir Kalein (百手招喚（ヘカトンケイル・カレイン） Hekatonkein Karein?, lit. «invocación del Hecatonquiro» del griego Έκατόνχειν καλείν): tiene poderes para llamar y traer a un Hecatónquiro.[10]
- Melas Planetes (闇乃惑星（メラス・プラネーテス） Merasu Puranētesu?, lit. «planeta negro» del griego μέλας πλανήτης): el planeta de Jápeto y Temis ambosrve el Escathos Dunamis y utilizando el cosmos de sus habitantes defiende al Titán.[13]
- Hex Aster Xiphos (六星乃刃（ヘクス・アステル クシボス） lit. «espadas de seis astros» del griego ἕξ αστερ ξίφος?): Seis figuras oscuras con una galaxia en el rostro, cada una con una espada que atacan al contrincante.[13]
- Khaos Prosbole (混沌衝撃（カオス・プロスボレー） Kaosu Purosuborē?, lit. «ofensiva de caos» del griego Χάος προσβολή): es un golpe creada a partir del cosmos  formado como espada del planeta cuando Temis lo destruye. Inicia con el Khaos Kyclos (混沌乃輪（カオス・キュクロス） Kaosu Kyukurosu?, lit. «círculo de caos» del griego Χάος κύκλος) donde el planeta y el cosmos se convierte en un seis brazos y un círculo en la espalda de Jápeto. Luego el Khaos Blade (混沌乃刃（カオス・ブレイド） lit. «espada del caos»?) que utiliza la energía oscura para crear una espada.[13]

### Mnemósine
Mnemósine (ムネモシュネ Munemoshyune?) es una de las seis titanides que se despertaron junto a Océano y Crío, y más tarde aparece protegiendo a Cronos cuando despierta. Ella es quien dice que la falta de memoria de Cronos es debido a la interferencia de Aioria. Cuando Ceo está a punto de morir se da cuenta de que su memoria había sido sella da por Mnemósine y se lo intenta comunicar a sus hermanos, pero por la interferencia de Pontos solo Hiperión recibe su mensaje. Hiperión busca a la titanide pidiendo que libere sus memorias, lo cual ella hace.

### Océano de la Corriente
- Océano de la Corriente (清流のオケアノス Seiryū no Okeanosu?) es uno de los últimos titanes en ser liberados, junto con Crío y las Titanides. En el Drama CD su seiyū es Kōsuke Okano. El Titán llega a Grevená para recobrar los restos de la espada de Crío, pero en su camino se interponen unos soldados del Santuario. Cuando el dios iba a matarlos aparece Aioria de Leo para defenderlos, pero es interrumpido por Camus de Acuario, quien decide pelear contra el Titán porque Aioria está herido. Ambos mantienen un combate igualado en el que el agua del dios es congelada por el poder del Santo. Cuando parecía que Camus estaba vencido logra congelar al Titán y lo ataca, al final admite que los humanos son dignos rivales y se marcha.[9][12]

Su sóma representa unas Tanken (短剣?  Daga). Las técnicas de Océano son:
- Thalassa Deluge (大海氾濫（タラッサデリージュ） Tarassa Derīju?, lit. «diluvio del mar» del griego θάλασσα y el inglés deluge): con un solo movimiento de su mano Océano crea una gran cantidad de agua que se dispersa en todas direcciones como un tsunami. El agua es completamente pura, por lo que no conduce electricidad.[9]
- Stream Edge (清流之刃（ストリュウムエッジ） Sutoryumu Ejji?, del inglés lit. «filo de arroyo»): usando la humedad del ambiente Océano crea dos filos para sus dagas.[9]
- Current Impact (海流衝撃（カレントインパクト） Karento Inpakuto?, del inglés lit. «impacto de corriente»): un ataque usando sus dagas, crea un tifón en cada mano y la presión en el medio de ambos daña al enemigo.[9]
- Auge Hydor (輝光水流（アウゲー・ヒュドール） Augē Hyudōru?, lit. «agua del amanecer» del griego αυγή ύδωρ): Océano crea varios puntos de agua y los dispara al contrincante. Al tocar al oponente el agua penetra su cuerpo y Océano obtiene total control sobre el líquido dentro del contrincante.[12]

### Rea
Rea (レア?) es una de las seis titanides que se despertaron junto a Océano y Crío, y más tarde aparece protegiendo a Cronos cuando despierta. Ayuda a reforzar el ataque de Temis, pero al llegar Aldebarán de Tauro se ve obligada a transformar sus serpientes de tierra en una gigantesca hidra. De todas maneras, el Santo de Tauro mata a la criatura y salva a sus compañeros. Más tarde invoca un lagarto de fuego para destruir el Freezing Coffin que bloqueaba la entrada del Laberinto de Cronos.
Su sóma es un Katar (カタール Katāru?). Sus técnicas son:
- Ge Python (天地乃蛇（ゲー・ビュートーン） Gē Pyūtōn?, lit. «Pitón de tiera» del griego γη Πύθων): crea enormes serpientes de piedra. Rea puede sentir la destrucción de estas y las convierte en una hidra.[9]
- Hono'o Tokage (炎蜥蜴?  lit. «lagarto de fuego»): un lagarto de fuego que invoca para destruir el Freezing Coffin que bloqueaba la entrada del Laberinto de Cronos.[6]

### Tea
- Tea (テイア Teia?) es una de las seis titanides que se despertaron junto a Océano y Crío, y más tarde aparece protegiendo a Cronos cuando despierta.[11] Su souma tiene la forma de una ballesta.[cita requerida]

### Temis
- Temis (テミス Temisu?) es una de las seis titanides que se despertaron junto a Océano y Crío, y más tarde aparece protegiendo a Cronos cuando despierta.[11] La titanide ataca al santo de Leo cuando intenta atacar a Cronos. Luego su ataque es reforzado por otro de Rea y las 6 se marchan pensando que la muerte de los Santos era inevitable, pero su ataque es destruida por Aldebarán de Tauro.[9] Más tarde aparece en la pelea entre Jápeto y Aioria, donde sacrifica su vida para convertirse en el arma de su esposo.[13]

Su sóma es una Flamberge (片手剣（フランベルジェ） Furanberuje?). El planeta de Temis y su esposo Jápeto toman la apariencia de esfera con dos anillos perpendiculares de rocas, él la utilizan para las técnicas Melas Planetes y Khaos Prosbole. Las técnicas de Temis son:
- Brabeus Blade (審判乃刃（ブラベウス・ブレイド） Burabeusu Bureido?, lit. «espada del juez» del griego βραβευς y el inglés blade): un corte realizado con una patada, puede devolver el ataque a su enemigo.[9]
- Brabeus Talanton (審判乃天秤（ブラベウス・タラントロン） Burabeusu Taranton?, lit. «balanza del juez» del griego βραβευς τάλαντον): Temis crea una balanza que aplasta al enemigo con el peso de sus pecados, este peso es determinado por el sentido de justicia de Temis por lo que los pecados hacia los titanes son capaces de destruir a una persona.[9]

### Tetis
- Tetis (テテュス Tetyusu?) es una de las seis titanides que se despertaron junto a Océano y Crío, y más tarde aparece protegiendo a Cronos cuando despierta.[11]

## Terminología relacionada
- Eschatos Dunamis (究極力（エスカトス デュナミス） Esukatosu Dyunamisu?, lit. «fuerza absoluta» del griego έσχατος δυναμις) es el poder de los dioses, es superior al cosmos de los humanos. El Dunamis puede regenerar de cualquier herida y puede ser transferido temporalmente a los humanos.[14][4]
- Laberinto de Cronos (刻ノ迷宮（クロノスラビュリントス） Kuronosu Rabyurinto?) es la base de los Titanes, se encuentra en el tártaro.[3]
- Sóma (楚真（ソーマ） Sōma?, lit. «cuerpo» del griego σώμα): son las armaduras que utilizan los Titanes y fueron entregadas por Gea para derrotar a Urano, funcionando tanto para la defensa como el ataque.[7]
- Teós Séma (神ノ紋章（テオスセーマ） Teosu Sēma?, lit. «sello de los dioses» del griego θεός σήμα) es un símbolo de la vida de los doce Titanes, cuando un Titán muere su parte del símbolo se apaga.[3][6]